# Merl laVoy
Merl LaVoy (14. prosince 1885 – 7. prosince 1953) byl americký fotograf a kameraman dokumentárních filmů, který procestoval čtyři kouty světa a získal titul „Moderní Marco Polo“.

## Životopis
Merl LaVoy se narodil Charlesi Henrymu LaVoyovi a Luelle Eastonové 14. prosince 1885 v malém městečku Royalton ve Wisconsinu. LaVoyův otec tragicky zemřel při nehodě na pile, když bylo Merlovi 13 měsíců. Jeho matka se v roce 1893 provdala za Arthura E. Pecka a rodina se přestěhovala do Toweru v St Louis County, Minnesota. Manželství se rozpadlo a v roce 1906 se LaVoyova matka provdala za Williama Henryho Colea v Seattlu. LaVoy zřídka mluvil o svém mládí, ale v některých zprávách tvrdil, že jeho rodič zemřel, když byl mladý, a pak žil se strýcem ve srubu v hustě zalesněné oblasti Oregonu.
V roce 1907 začal LaVoy pracovat pro Great Northern Development Company, která těžila měď v dole Kotsina River na Aljašce. Během této doby se stal musherem psích spřežení a začal fotografovat. Na jaře 1910 cestoval LaVoy do Seattlu a setkal se s Herschelem Parkerem a Belmorem Brownem a nabídl se, že jim pomůže v jejich expedici ověřit pravdivost, zda předchozí expedice vedená Frederickem Alfredem Cookem, který tvrdil, že dosáhl vrcholu Mt McKinley. Tým byl neúspěšný. LaVoy se také v roce 1912 připojil k expedici Parkera Brownea, částečně jako fotograf, a převezl tunu vybavení na psích spřeženích ze Sewardu na ledovec Muldrow. Tým se dostal na několik set yardů od vrcholu, ale kvůli drsnému počasí se musel vrátit.
V roce 1913 byl LaVoy přidělen redakcí Chicago Mail, aby doprovázel vydavatele Bena Boyce a fotografoval na cestě kolem světa. Nosil s sebou čtyřicetikilový panoramatický fotoaparát a dokázal vyfotografovat Tádž Mahal z jedinečné perspektivy. Později předložil kopii fotografie prezidentu Woodrowu Wilsonovi.
Během první světové války natáčel LaVoy s francouzskou armádou během ofenzívy na Sommě v roce 1916, kde natočil jeden z prvních tankových útoků první světové války. LaVoy je považován za jediného civilního kameramana ze Spojených států, který natáčel na bojištích Somme a Verdun s francouzskou armádou.
Jeho film Heroic France byl vydán společností Mutual Film Corporation v červnu 1917. LaVoyův druhý válečný film Vítězné Srbsko (1918) byl vydán ve Spojených státech a promítán na místních benefičních výstavách Červeného kříže.
V červnu 1918 doprovázel LaVoy lektora Burtona Holmese na jeho posledním filmovém projektu z první světové války. Během posledních měsíců války spolu hodně cestovali po východní Evropě. Byly natočeny filmy a pořízeny fotografie ukazující rumunské vojenské operace v Transylvánii, každodenní život v Makedonii a město Konstantinopol (Istanbul) krátce po turecké kapitulaci.
Po válce zůstal LaVoy aktivní jako kameraman Červeného kříže. Natáčel v Itálii, na Balkáně, v Turecku a severní Africe. Během 20. let měl fotografické úkoly v Austrálii, na Šalamounových ostrovech, na Filipínách, na Aljašce a v Číně. Od roku 1927 natáčel týdeníky pro Pathé.
Během třicátých let LaVoy pracoval na fotografických projektech v Japonsku, Číně, na Sibiři a v Mandžukuu. V polovině 30. let LaVoy pracoval pro Johna W. Hausermana a dokumentoval Hausermanovy projekty těžby zlata na Filipínách. V roce 1938 pracoval LaVoy v Jižní Africe, kde se pustil do řady průmyslových filmových projektů a fotografování na volné noze.
LaVoy zemřel na infarkt při pobytu v Johannesburgu v Jižní Africe 7. prosince 1953. Byl zpopelněn v krematoriu Braamfontein.

## Filmová práce
Heroic France, dlouho považovaný za ztracený film, objevili v roce 2015 filmoví historici Ron van Dopperen a Cooper C. Graham. Záběry pochází z kotoučů 3-6. Má celkovou hrací dobu něco málo přes 35 minut. Tyto scény byly nalezeny ve sbírce nepoužitých záběrů, které shromáždila CBS pro svůj televizní dokumentární seriál o první světové válce (1964-1965) a které byly darovány Národnímu archivu.
V roce 2017 van Dopperen a Graham lokalizovali film z první světové války natočený LaVoyem s britskou armádou v Soluni (Thessaloniki, Řecko).
LaVoyův život a dílo během 1. světové války podrobněji popsali autoři James W. Castellan, Ron van Dopperen a Cooper C. Graham ve své knize American Cinematographers in the Great War, 1914-1918.

## Galerie

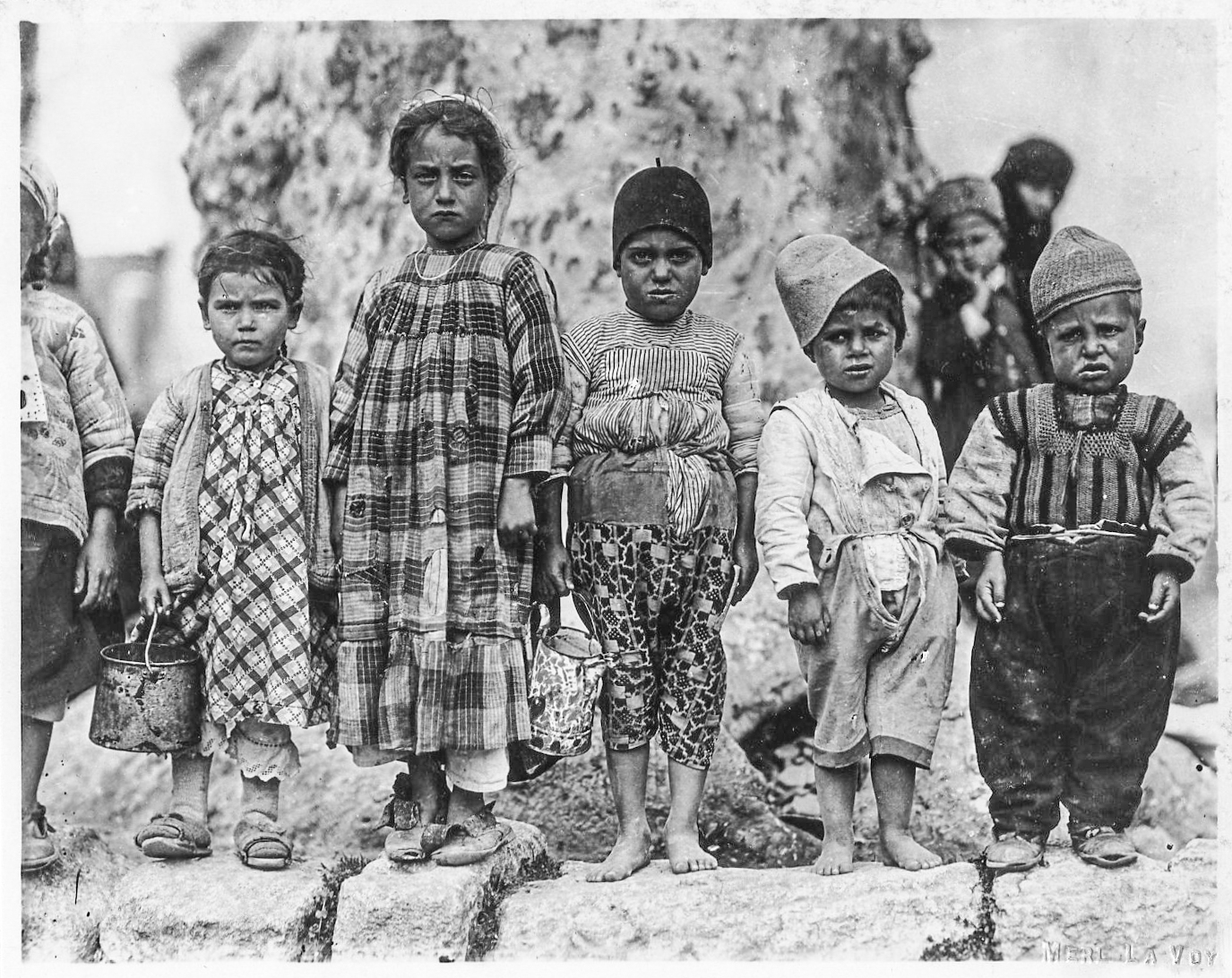
Děti v Konstantinopoli, asi 1918
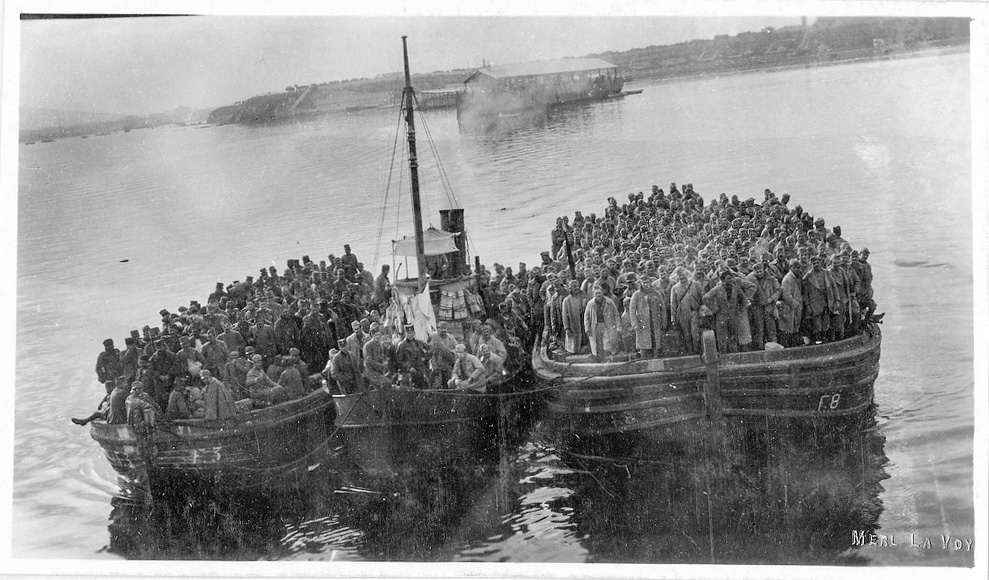
Srbští vojáci na člunech během balkánské kampaně první světové války, 1918
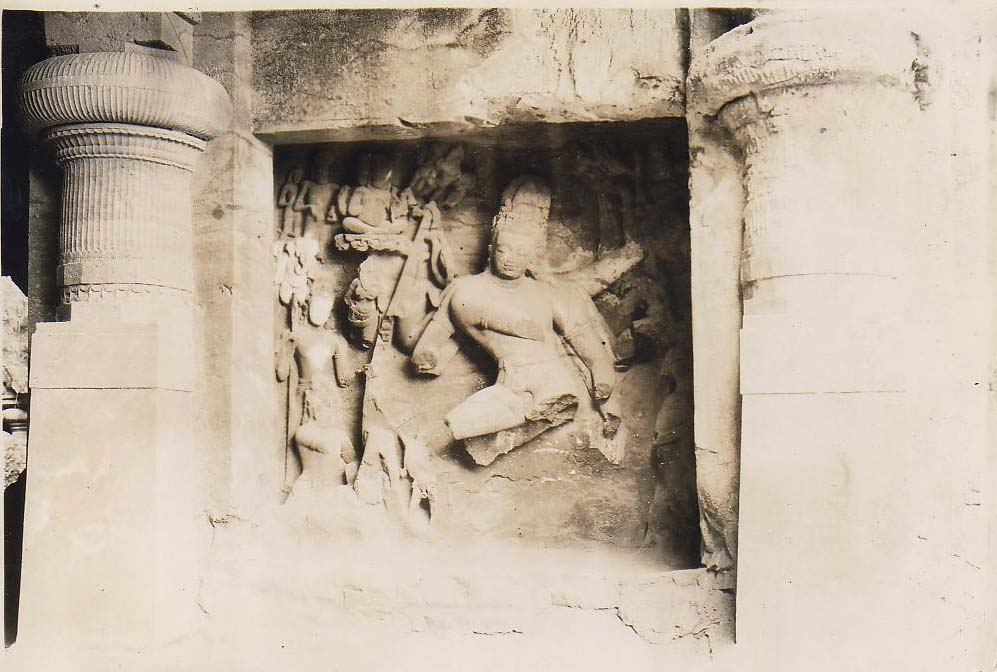
Trimurti, 1900–1910
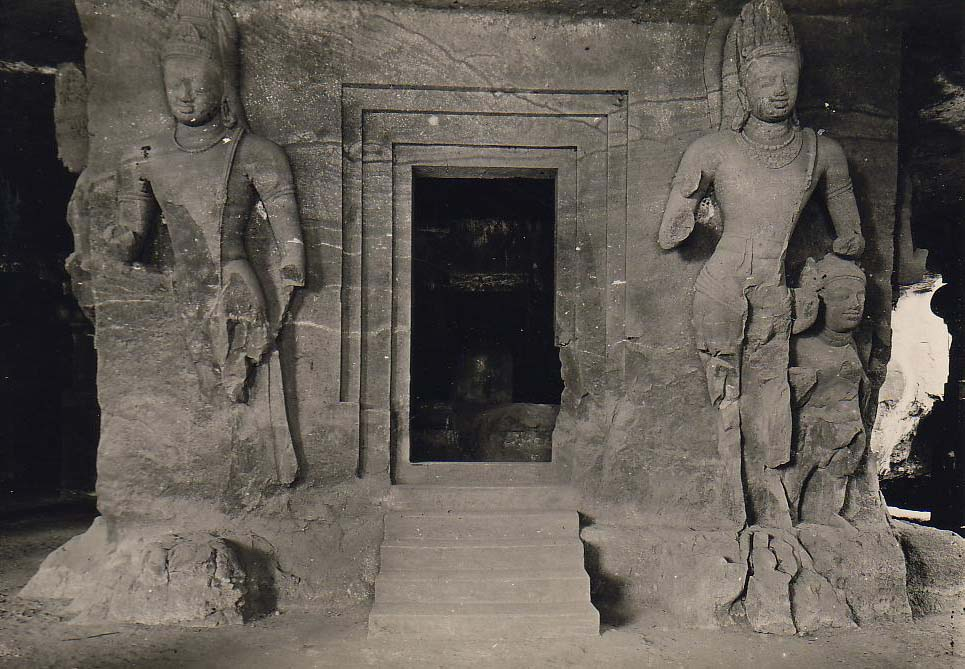
1900–1910
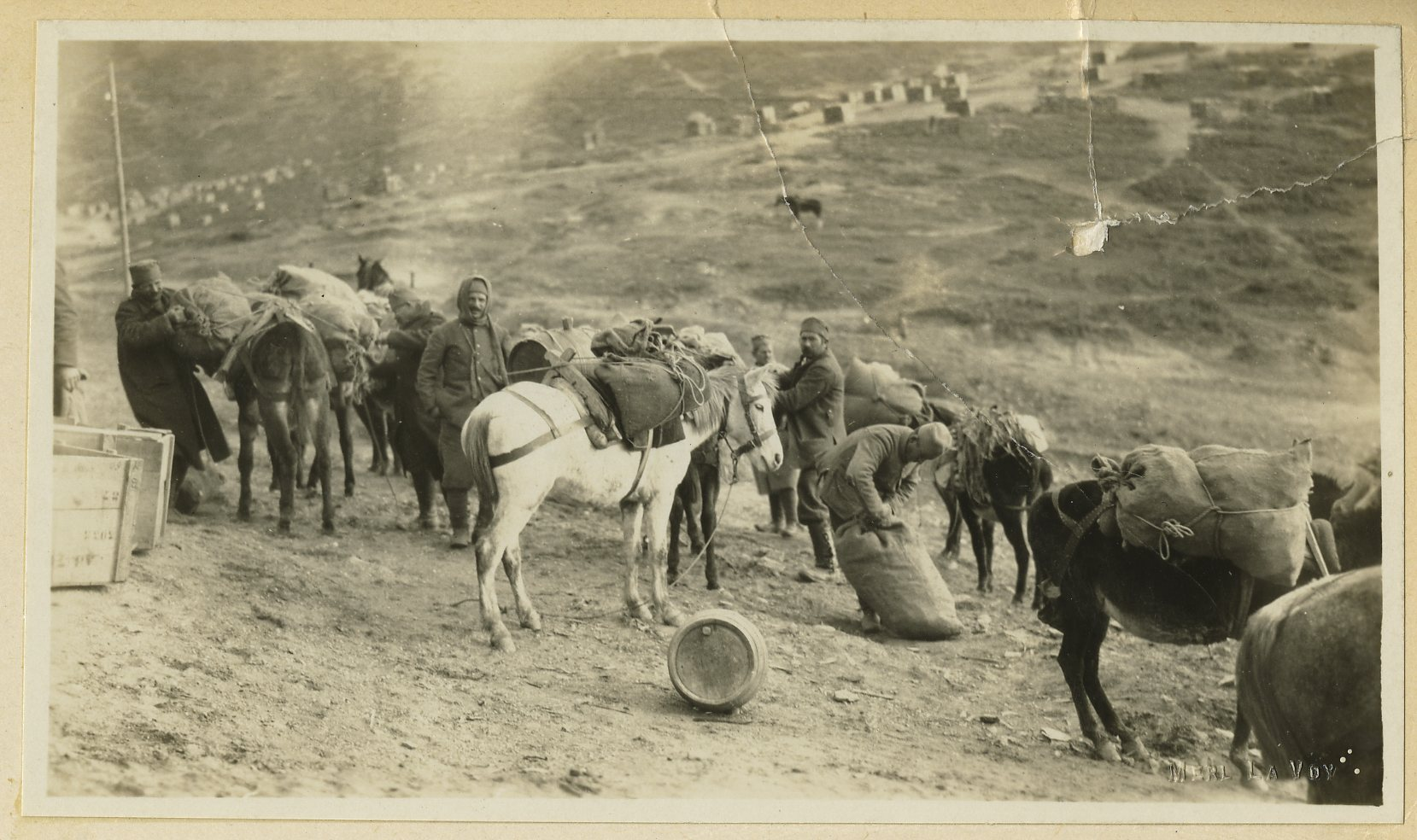
Na srbské frontě, Národní muzeum zdraví a medicíny
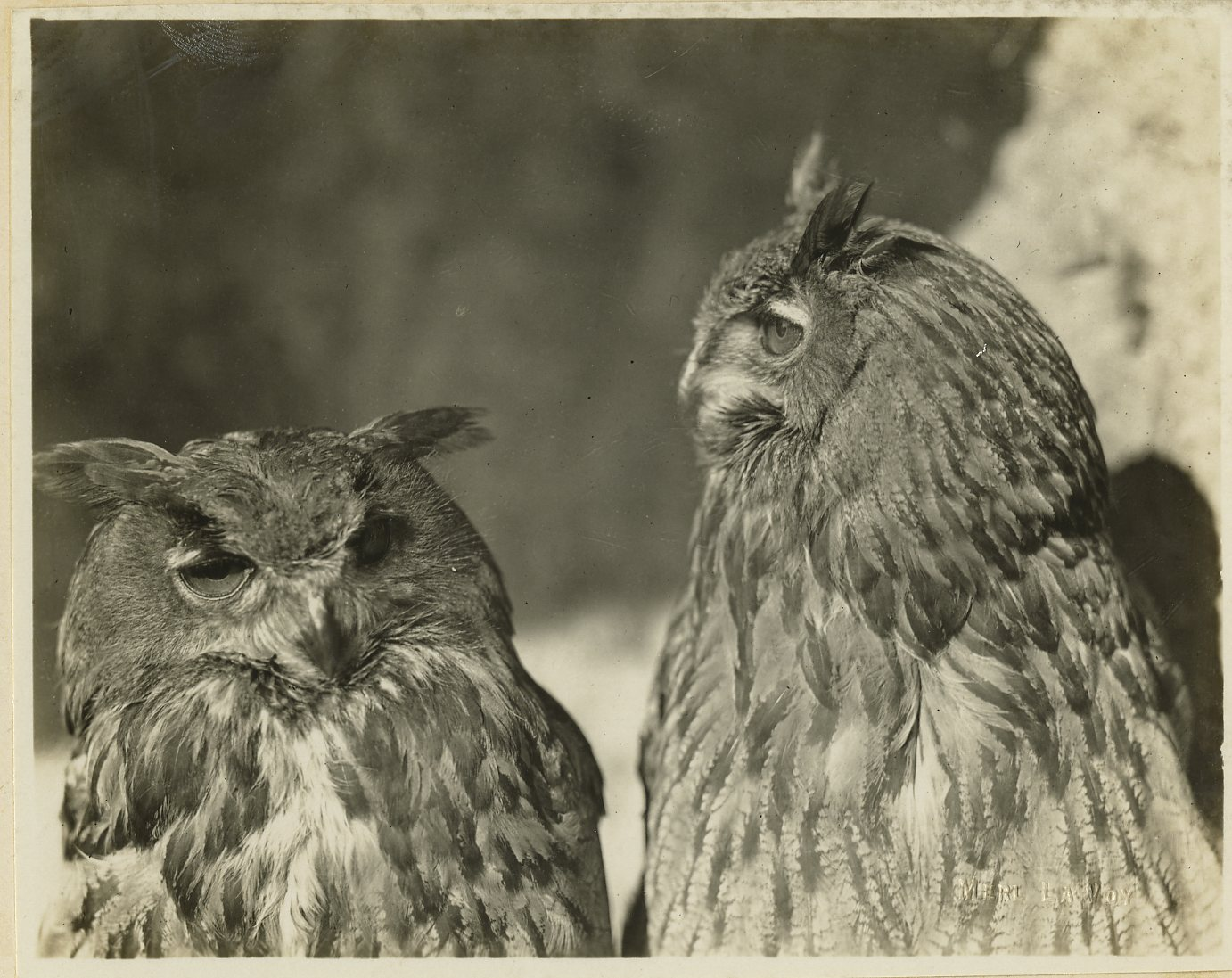
Balkánské sovy, Národní muzeum zdraví a medicíny
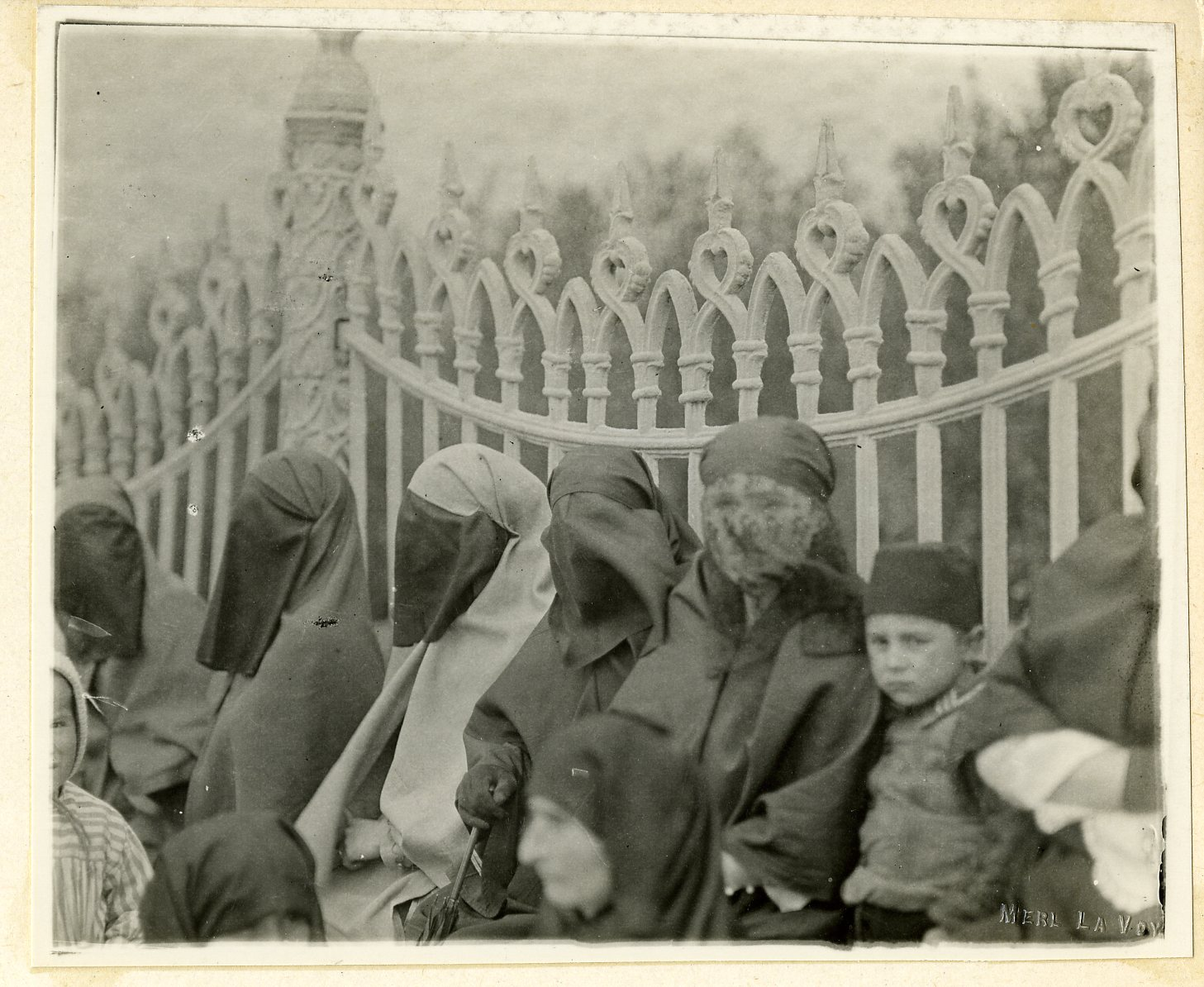
Konstantinopolské ženy, Národní muzeum zdraví a lékařství
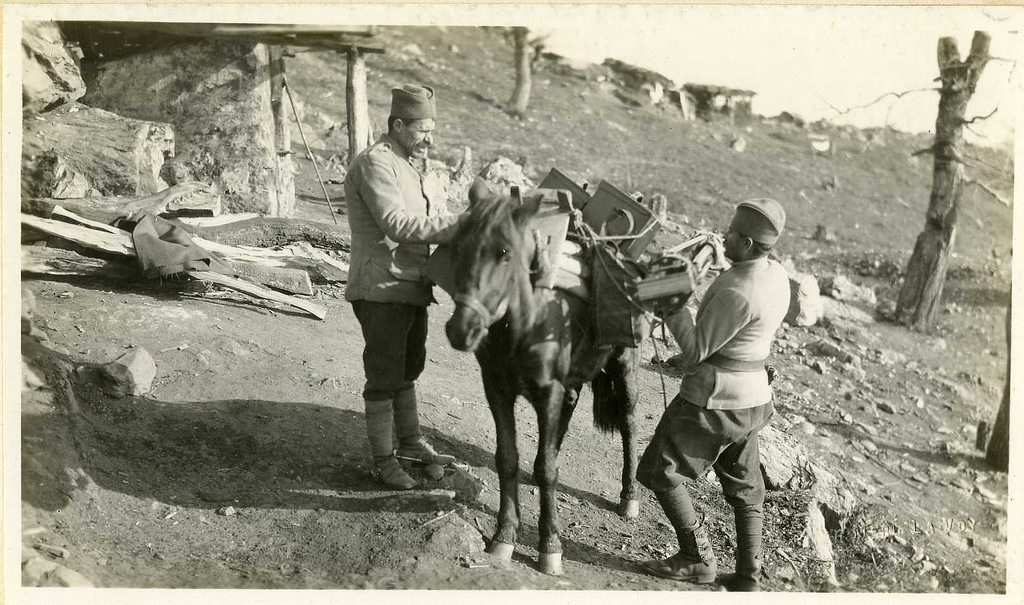
Autorovo fotografické vybavení, Národní muzeum zdraví a medicíny
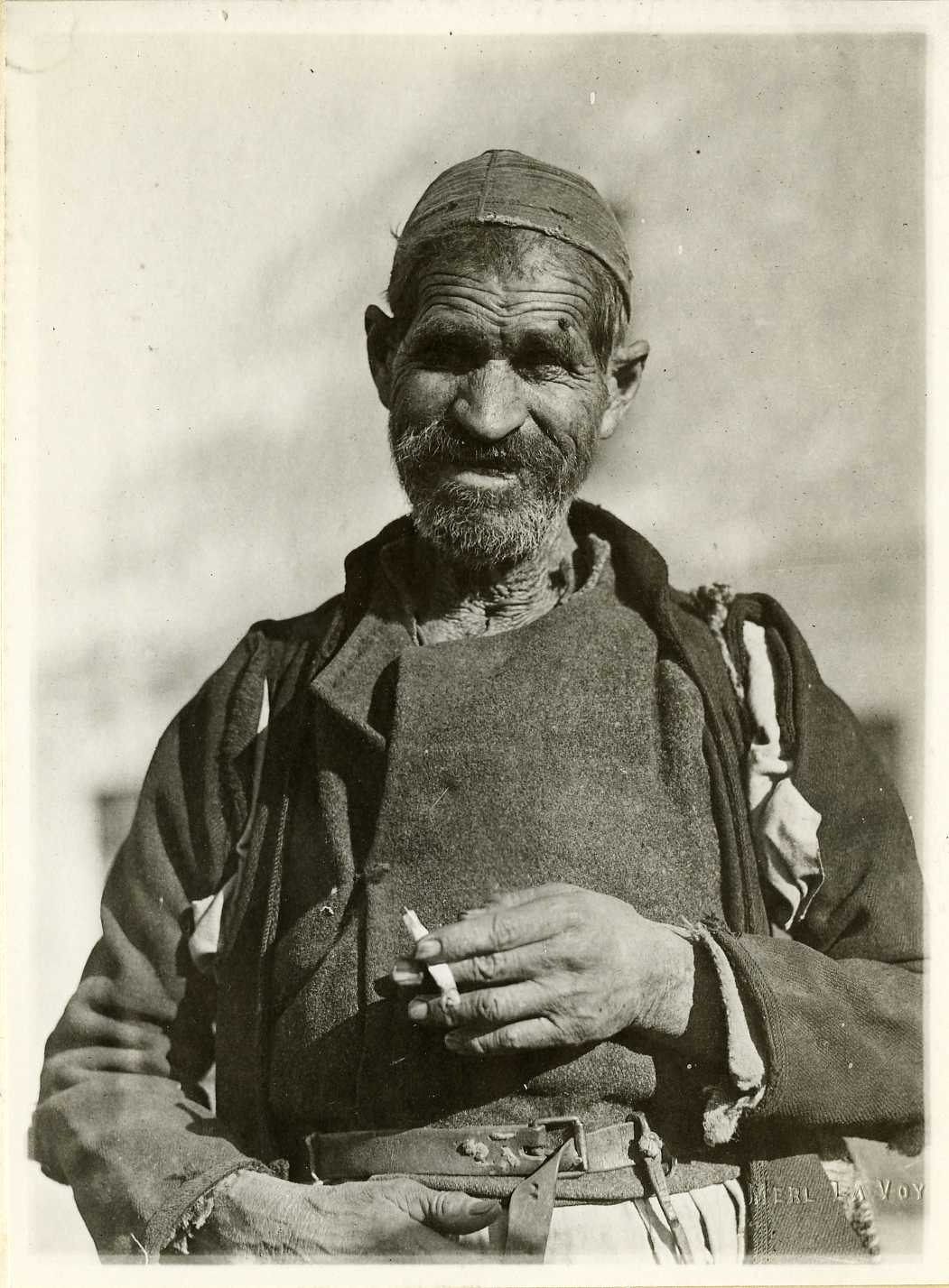
Makedonec, Národní muzeum zdraví a medicíny
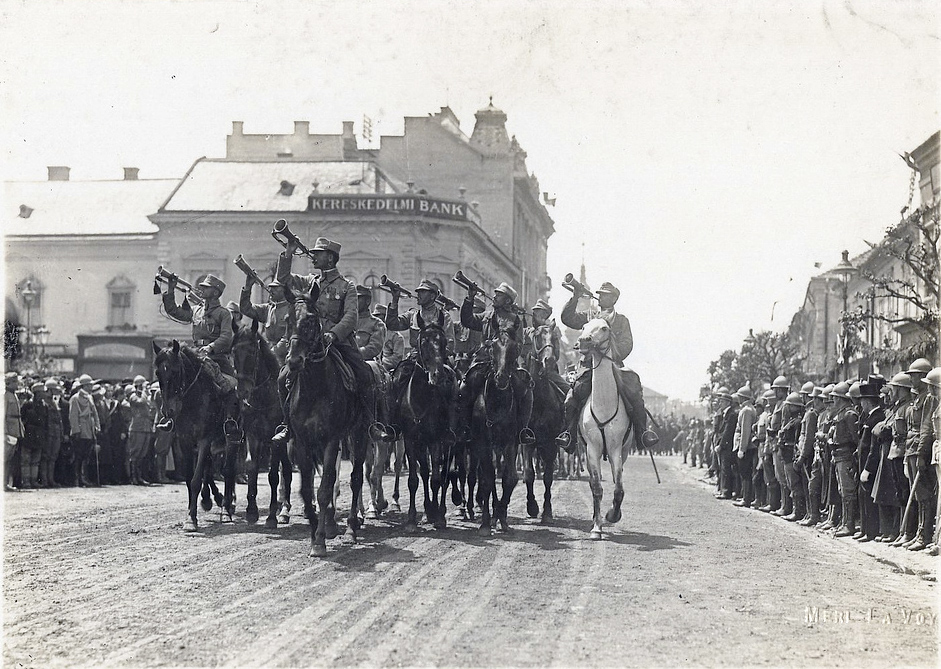
Rumunští vojáci v Transylvánii
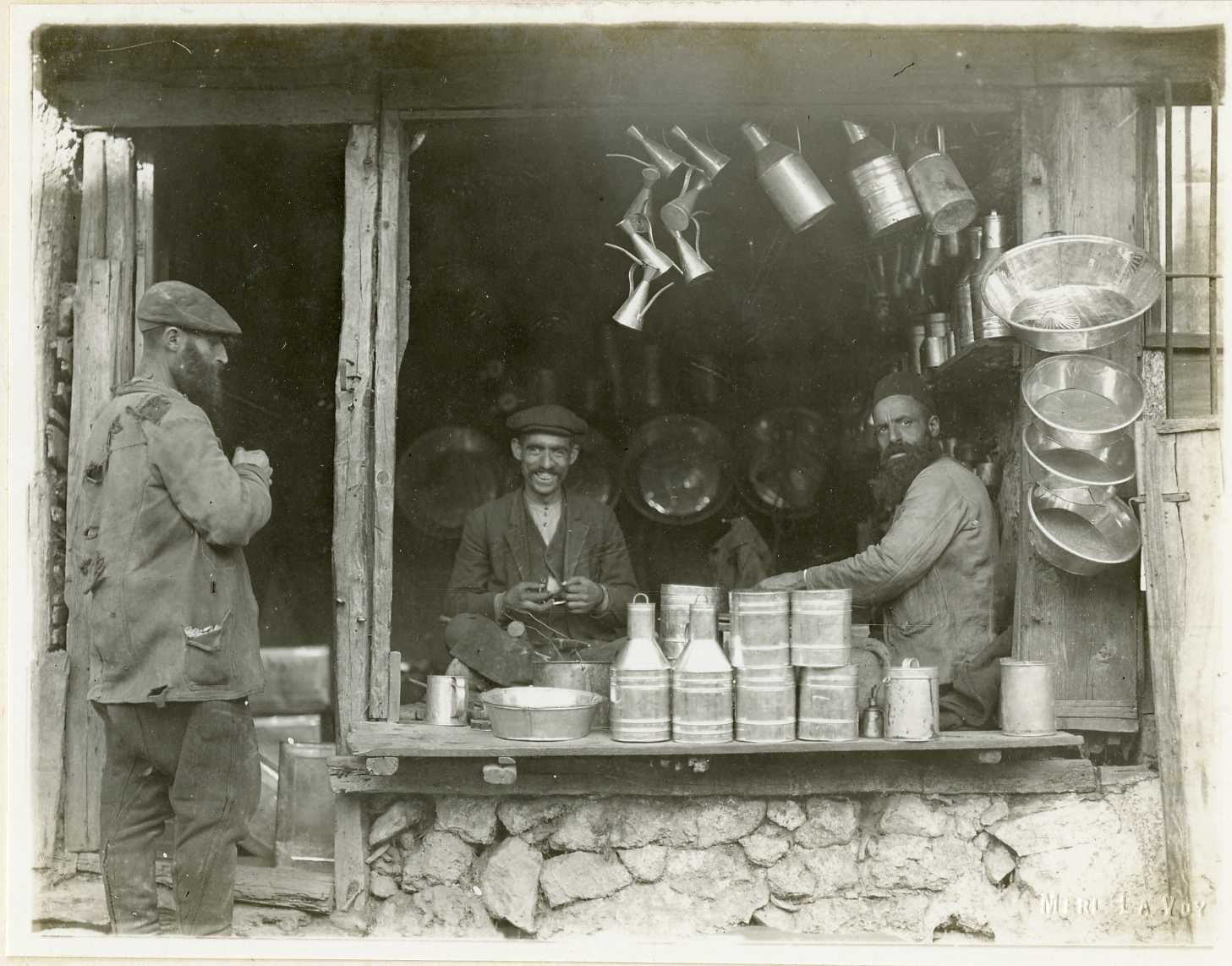
Prodavač kovových misek, Národní muzeum zdraví a lékařství